# Arnaut de Cumenges
 (septembre 2020).
Arnaut de Cumenges (fl. 1218-1246) était un noble gascon, frère du comte Bernard IV du Comminges. Il participe à la guerre contre la Croisade des Albigeois, participant à la défense de Toulouse en 1218. C'est aussi un troubadour, qui a écrit un sirventes commençant par Be-m plai us usatges. Il vivait encore en 1246.